# Posets
Het massief van Posets is een bergmassief in de centrale Pyreneeën. De hoogste top van het massief is de Punta de Lardana (ook wel Pico Posets genoemd). Het bergmassief ligt ten zuiden van de hoofdkam van de Pyreneeën en volledig in Spanje. Ten oosten ligt het Maladetamassief en ten noorden het Batchimale-massief. Na het Maladetamassief vormt Posets het hoogste massief van de Pyreneeën. Het massief ligt in het natuurpark "Posets-Maladeta".

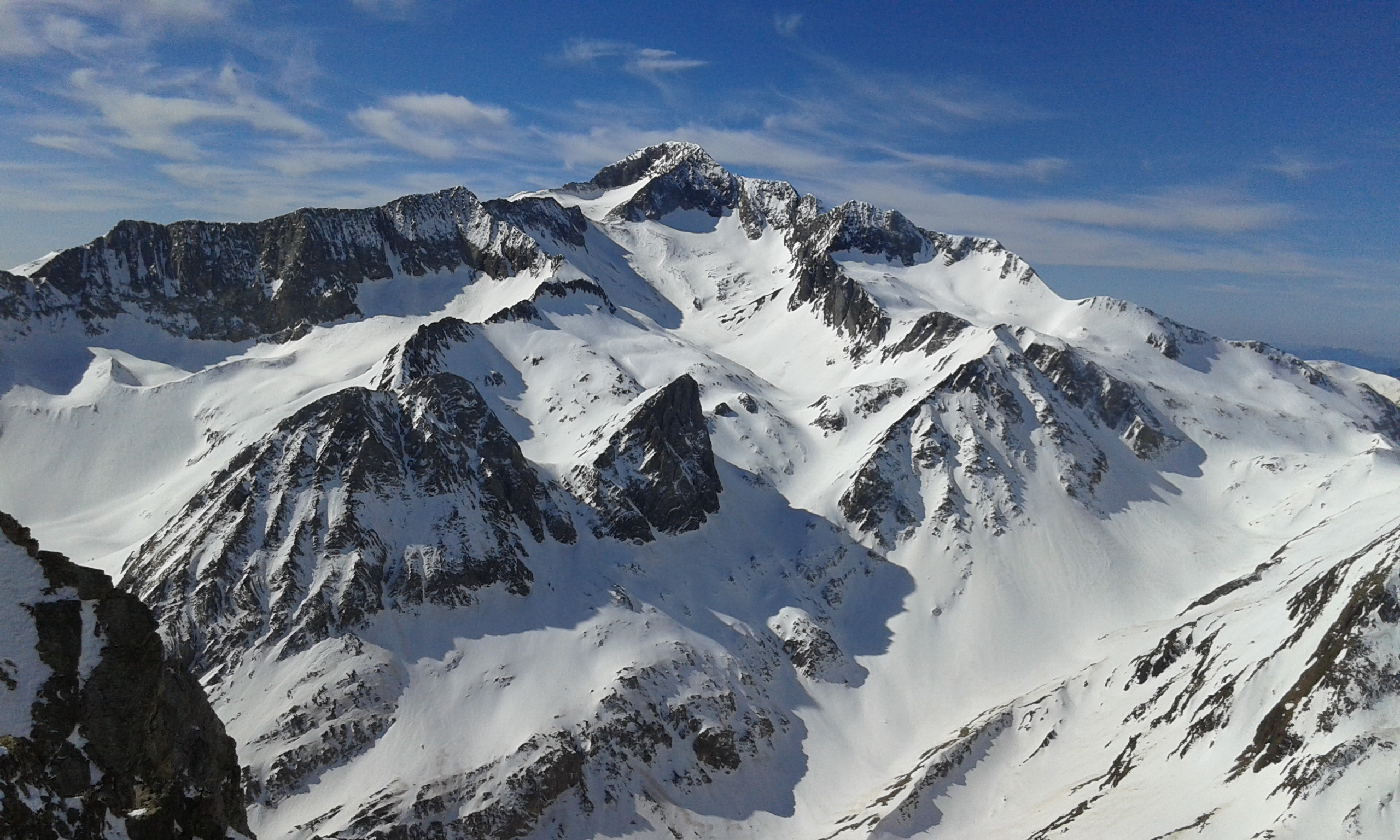
Zicht op de noordzijde van het Posets-massief vanuit het Vall d'Estós